# エティエンヌ＝アレクサンドル・ベルニエ

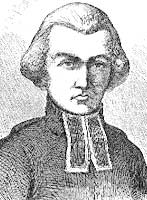
ベルニエ司祭

エティエンヌ＝アレクサンドル・ベルニエ（Étienne-Alexandre Bernier、1762年10月31日 - 1806年10月1日）は、フランスの聖職者。フランス革命期には王党派の指導者でもあった。
聖職者であることから、アベ・ベルニエ（Abbé Bernier）とも呼ばれる。

## 生涯
1762年、ダオン（Daon）に生まれる。成長し、アンジェ大学の神学教授、そしてアンジェ市の教区司祭となる。1789年、フランス革命が始まると、フランスでは反キリスト教政策が始まった。当時サンロータンジェの司祭だったベルニエは、革命政府が聖職者に強要した革命への宣誓を断り、さらに聖職者法に反対して亡命した。
1793年に反革命反乱であるヴァンデの反乱が勃発すると、帰国してこれに参加。キリスト教禁止反対を求めて戦った農民達の精神的な支えとなり、“ヴァンデの使徒”と呼ばれた。反乱の初代総司令官であるジャック・カトリノーの死後、2代目総司令官となったルイ・ド・エルベによって体制改革が行われると、行政機関として設置された最高評議会の代表、さらには従軍司祭長となり、反乱軍の主要メンバーとなっている。
反乱では3代目総司令官のアンリ・ド・ラ・ロシュジャクランらと共に最後まで戦った。しかし、風向きが悪くなり、革命軍によってヴァンデ農民の大量虐殺が始まると、これに見かねて良識派の革命軍司令官・ルイ＝ラザール・オッシュと交渉し、反乱の沈静化に努めた。
反乱後も生き残り、ナポレオン政権下では、教皇の使節団と共に、宗教和議について交渉し、ピウス7世とのコンコルダート成立に貢献。その功績が認められ、ナポレオンによってオルレアンの司教に任命された。
1806年、パリにて死去。